# Tunel Lobau
Tunel Lobau je desítky let plánovaný stavební projekt, který měl představovat přibližně 8,2 km dlouhý silniční tunel se dvěma tubusy v oblasti Lobau pod Národním parkem Dunajská lužní krajina nedaleko Vídně v Rakousku. Tunel je ústředním prvkem plánovaného cca 19 km dlouhého východního obchvatu spolkového hlavního města, tj. úseku Schwechat-Süßenbrunn rychlostního okruhu kolem Vídně (S1), a tedy posledního úseku cca 200 km dlouhého regionálního okruhu kolem Vídně. Dne 1. prosince 2021, po vyhodnocení projektu, oznámila odpovědná ministryně dopravy Leonore Gewesslerová (Zelení), že stavba tunelu nebude dále pokračovat. Vídeňský starosta Michael Ludwig (SPÖ) oznámil, že bude proti rozhodnutí bojovat.

## Pozadí
Silnice v severovýchodní části Vídně jsou přetížené a město v těchto oblastech prosazuje urbanistický rozvoj. Proto se kolem roku 2000 začalo diskutovat o tom, jak odlehčit přetíženým silnicím vybudováním dalšího přechodu přes Dunaj. Bylo zkoumáno několik variant, přičemž Heinz Högelsberger z Technické univerzity ve Vídni (TU Wien), který se zabývá mobilitou, zpětně popisuje tento proces tak, že nejhorší řešení se stalo preferovaným na základě politického kompromisu. Aby byly reflektovány rozdílné postoje obou stran zastoupených ve vedení města, SPÖ, která byla pro výstavbu ve sledované variantě, a Zelených, kteří byli proti, zadala v roce 2016 tehdejší náměstkyně primátora a městská radní pro dopravu Maria Vassilakou (Zelení) dvě studie, jednu mezinárodní komisi odborníků, druhou Vídeňské technické univerzitě. Odborná komise neviděla jinou možnost než výstavbu, TU ji nedoporučil. Obě komise viděly relevantní vliv na snížení dopravy pouze v masivních investicích do veřejné dopravy a v dalších opatřeních, jako je zvýšená správa parkovacích míst.
Výstavba tunelu nebo úseku ze Schwechatu do Süßenbrunnu by měla umožnit východní obchvat Vídně. Centra měst Essling, Aspern, Groß-Enzersdorf a Raasdorf mají být odlehčena od tranzitní dopravy a mají být odstraněny objížďky přes dálnice A4 a A23. Na silniční síť vyšší třídy má být konečně napojena plánovaná dálnice Marchfeld (S8) a urbanistické projekty v rychle rostoucím městě Donaustadt.
Od konce srpna 2021 obsadili aktivisté za ochranu klimatu několik stavenišť městské komunikace Aspern, která by v budoucnu měla propojit dálnici A23 s rychlostní silnicí S1; jde o jednu z nejdéle trvajících okupací stavenišť v historii Rakouska. Organizace jako Fridays for Future, Extinction Rebellion, System Change not Climate Change, Vídeňská rada mládeže a další chtějí zabránit výstavbě plánované městské silnice a tunelu Lobau. Stejný cíl sleduje i registrovaný protestní tábor v Hirschstettenu, který existuje rovněž od srpna.

## Technika

### Trasa
Od křižovatky Schwechat vede trasa asi 500 metrů nad zemí až k tunelu, který začíná jižně od přístavu Albern. Odtud vede přes Dunaj, Nový Dunaj a ropný přístav Lobau. Poté se v oblasti Lobau překonají téměř čtyři kilometry Národního parku Donau-Auen. Po dalším kilometru tunelu končí trasa mezi Esslingem a Groß-Enzersdorfem na plánované křižovatce Essling. Severní pokračování do Süßenbrunnu představuje samostatný projekt.

### Konstrukce
Tunel má vést v hloubce 60 metrů a má mít betonový plášť o tloušťce jednoho metru. To by mělo znemožnit pronikání spodních vod. Z přibližně 8300 metrů tunelu je přibližně 6000 metrů plánováno jako ražba štítu. 7 velkých a 16 malých příčných řezů, tj. přímých spojů mezi trubkami, se vybuduje zmrazením půdy. Naproti tomu ekologická organizace Virus hovoří o hloubce 43, resp. 13 metrů, měřeno na horním okraji tunelů.

### Technické údaje
- Provedení: 2 tubusy po dvou jízdních pruzích a po jednom odstavném pruhu
- Osová vzdálenost tunelových trub: 52m
- Vnitřní poloměr tunelových tubusů: 6,15m
- Příčné řezy: 7 velkých a 16 malých
- Celková délka: 8,20 km
- Maximální překrytí: 60 m
- Větrání: příčné větrání, přívod přes dvě šachty

## Etapy
- 2002: První návrh plánování od vídeňské městské samosprávy, první účtování nákladů od ASFINAG
- 2009: Zahájení procesu EIA
- 2015: Kladné rozhodnutí EIA ze strany BMVIT (dnes Spolkové ministerstvo pro ochranu klimatu, životní prostředí, energetiku, mobilitu, inovace a technologie )
- 2018: Kladné rozhodnutí EIA potvrzeno ve druhé instanci
- 2021: Oznámení ministryně dopravy, že již nebude pokračovat v projektu

## Stav projektu
Silnice S1 včetně úseku mezi křižovatkou Schwechat a křižovatkou Vídeň/Süßenbrunn je uvedena ve spolkovém zákoně o pozemních komunikacích.
V roce 2015 bylo posouzení vlivů na životní prostředí kladně ukončeno vydáním rozhodnutí. V té době ASFiNAG předpokládal, že výstavba bude zahájena v roce 2018. Rozhodnutí bylo v roce 2018 potvrzeno Spolkovým správním soudem za splnění dalších podmínek.
V červenci 2021 bylo oznámeno, že projekt bude znovu posouzen z hlediska slučitelnosti s životním prostředím příslušným spolkovým ministerstvem pro ochranu klimatu, životní prostředí, energetiku, mobilitu, inovace a technologie. Dne 1. prosince 2021 oznámila ministryně dopravy Leonore Gewesslerová na tiskové konferenci, že výsledky hodnocení stavebního programu ASFINAG definitivně zastaví výstavbu tunelu Lobau. Ukončení stavby se týká celého plánovaného jižního úseku východního obchvatu S1 včetně tunelu Lobau. Severní úsek východního obchvatu S1 (Essling - Süßenbrunn) nebude realizován v plánované podobě, ale v souvislosti s výstavbou dálnice Marchfeld se počítá s náhradními variantami. Starosta Vídně Michael Ludwig oznámil, že se proti rozhodnutí bude bránit právní cestou. V SPÖ však existují i odpůrci výstavby, například mládežnická organizace SJ Vídeň byla odmítnutím Gewesslerové potěšena.
Ekologická organizace Virus ve své depeši ze 7. prosince 2021 upozornila na skutečnost, že šest ze sedmi vydaných povolení je v řízení před Spolkovým správním soudem.

## Kritika projektu

### Podzemní voda
Podle biologa Bernda Lötsche jsou oblasti, které mají být zprůchodněny, částečně znečištěny kontaminovanými místy. Stavba by mohla mobilizovat znečišťující látky.
Snížení hladiny podzemní vody, kterého se obávají odpůrci projektu, považují inženýři za velmi nepravděpodobné, protože výrazným změnám podzemní vody je třeba se v každém případě vyhnout, a to i z ekonomických a technických důvodů. Všude jsou k dispozici pozitivní zkušenosti s projekty na podobných podložích. Moderní stavební metody, jako je výstavba pod přetlakem nebo pomocí námrazy, se obejdou bez nebezpečných škodlivin a bez neekonomického snižování hladiny podzemní vody. Navíc v oblasti Lobau neexistují geologické podmínky pro neúmyslné a trvalé poklesy terénu. Mezinárodní svaz ochrany přírody IUCN v roce 2021 varoval, že výstavba tunelu Lobau by mohla vést k odebrání mezinárodního uznání Národnímu parku Dunajské lužní lesy, a vyzval rakouské úřady, aby prokázaly, že projekt výstavby nebude mít negativní dopad na národní park.

### Ochrana půdy a krajiny
Podle Greenpeace by výstavba severní a jižní části plánované dálnice S 1, S 1-Spange a Stadtstraße trvale zabrala 220 hektarů půdy ve Vídni a Dolním Rakousku, z nichž 178 hektarů je v současnosti využíváno pro zemědělství. Spolkový úřad pro životní prostředí uvádí ve zprávě o hodnocení trvalý zábor půdy pro úsek S 1 Schwechat - Süßenbrunn 156,87 ha.
Na akci pořádané ekologickou organizací Forum Wissenschaft & Umwelt v srpnu 2021 varovali dopravní plánovači Reinhard Seiß a Hermann Knoflacher, že okolní vesnice ve Weinviertelu by kvůli lepšímu spojení mohly ztratit svůj „vesnický charakter“. To by však vedlo k ekonomické i ekologické optimalizaci, protože by to zpomalilo rozrůstání měst a podpořilo centralizaci, která může být efektivnější.

### Zvýšení objemu dopravy
Dalším kritizovaným bodem je ve studiích předpokládaná indukovaná doprava. Pokud by politici nejednali, jezdilo by podle studie TU do roku 2030 po tangentě o 77 000 aut více než po výstavbě tunelu a masivním rozšíření veřejné dopravy. Studie také zdůraznila, že se zároveň předpokládá, že novou trasu bude využívat 65 000 automobilů, a že tunel tedy způsobí především přesun, ale celkově jen mírné odlehčení dopravy. Kromě toho by se doprava přesunula z odlehčených oblastí na jiné komunikace na území města, což by vedlo k dalším problémům. V koaliční smlouvě z roku 2019 oznámila městská vláda SPÖ a NEOS, že do roku 2030 sníží znečištění CO2 z dopravy na polovinu a také sníží počet osob dojíždějících do Vídně autem na polovinu. SPÖ přichází s argumentem odvedení průjezdné dopravy z města obchvatem Vídně. Kordonová studie z roku 2010 však ukázala, že pouze osm procent cest přes hranice města překračuje Vídeň a směřuje mimo Vídeň, pouze čtyři z nich překračují Dunaj. Barbara Laa z TU předpokládá, že tunel Lobau by zatraktivnil tranzitní cesty přes Vídeň, místo aby od nich odrazoval.

## Alternativy
Jako alternativy výstavby byly navrženy různé scénáře. Již studie, které obhajovaly výstavbu tunelu Lobau, předpokládaly trvalé odlehčení dopravy pouze při souběžném zavedení parkovacího oprávnění ve všech vídeňských čtvrtích a silném rozšíření veřejné dopravy. Od roku 2022 bude ve všech vídeňských obvodech vyžadováno parkovací povolení, které bude možné získat pouze v případě, že je v obvodu registrováno hlavní bydliště. To by také mělo ztížit dojíždění do zaměstnání v rámci města. Dále se doporučuje čtyřkolejné prodloužení Východního železničního mostu (Ostbahnbrücke), zvýšení frekvence a prodloužení linky S80 a urychlení již plánovaného prodloužení tramvajových linek 25 a 27. SJ Vídeň požadovala, aby miliardy uvolněné zrušením tunelu byly použity na rozšíření veřejné dopravy. Za 2 miliardy eur by mohlo být položeno nejméně 100 kilometrů tramvajových tratí. Podle Wiener Linien měří v současné době všechny tratě ve městě 172 kilometrů.